# Sadat Karim
Sadat Karim (Kumasi, 24 ottobre 1991) è un calciatore ghanese, attaccante svincolato.

## Carriera

### Club
La prima parte della sua carriera si è sviluppata in Ghana, paese natale in cui per anni ha giocato nella massima serie nazionale con le maglie di King Faisal Babies, Real Tamale United, Berekum Chelsea, Ashanti Gold e Hearts of Oak.
Dopo aver lasciato l'Hearts of Oak al termine di una stagione condizionata da un infortunio all'inguine che si è protratto anche nei mesi a seguire per quasi due anni, Karim è approdato in Svezia per giocare cinque partite tra il settembre e l'ottobre del 2013 nel club dilettantistico del BW 90, militante nella quarta serie nazionale. Successivamente è tornato a giocare in Ghana, questa volta con gli Inter Allies, ma anche questa parentesi ha avuto breve durata.
Tornato in Svezia per sostenere provini con diverse squadre, ha trascorso la stagione 2014 al Landskrona BoIS, formazione poi classificatasi penultima nel campionato di Superettan 2014. Il contributo di Karim è stato di una rete in sole 11 presenze, complice anche il già citato infortunio all'inguine.
È poi rimasto in Svezia anche negli anni a seguire. Nel 2015 si è unito al Prespa Birlik, una squadra dilettantistica di Malmö fondata da immigrati turchi. Con le sue 26 reti in 26 partite, è stato tra gli artefici della promozione dalla quarta alla terza serie. L'anno seguente la squadra è invece retrocessa, nonostante i suoi 12 gol in 25 presenze.
Queste prestazioni hanno attirato le attenzioni del suo precedente club, il Landskrona BoIS, con cui ha firmato un biennale per le stagioni 2017 e 2018. La squadra era allenata da Agim Sopi, il quale già era stato suo tecnico ai tempi del primo anno al Prespa Birlik. A fine stagione, i bianconeri hanno riconquistato la promozione in Superettan anche grazie all'annata di Karim da 19 gol in 26 partite. La Superettan 2018, tuttavia, si è rivelata negativa per il club, visto l'ultimo posto in classifica e quindi il ritorno in terza serie, nonostante le 11 reti di Karim nelle sue 28 presenze.
Nel gennaio del 2019 è diventato ufficialmente un giocatore dell'Halmstad, rimanendo dunque a giocare nel campionato di Superettan. Il suo contratto biennale è stato prolungato di ulteriori due anni nel novembre del 2020, mese in cui la squadra ha centrato la promozione.
Il salto di categoria gli ha permesso di esordire nella massima serie svedese, venendo utilizzato in tutte e 30 le partite in calendario dell'Allsvenskan 2021 in cui ha segnato cinque reti. Il terzultimo posto in classifica ha costretto l'Halmstad agli spareggi salvezza contro l'Helsingborg, nei quali Karim ha deciso la sfida d'andata in trasferta con la rete del definitivo 0-1. La sconfitta per 1-3 della gara di ritorno tra le mura amiche ha però comportato la retrocessione in Superettan. Karim ha lasciato la squadra al termine della Superettan 2022, conclusa con 5 reti in 30 presenze che hanno contribuito alla risalita dell'Halmstad in Allsvenskan.

### Nazionale
Ha giocato nella nazionale ghanese Under-20.